# Acronema nervosum
Acronema nervosum är en flockblommig växtart som beskrevs av H.Wolff. Acronema nervosum ingår i släktet Acronema och familjen flockblommiga växter. Inga underarter finns listade i Catalogue of Life.